# Diastocera
Diastocera is een kevergeslacht uit de familie van de boktorren (Cerambycidae). De wetenschappelijke naam van het geslacht werd voor het eerst geldig gepubliceerd in 1835 door Dejean.

## Soorten
Diastocera is monotypisch en omvat slechts de volgende soort:
- Diastocera trifasciata (Fabricius, 1775)